# Hermel (Stadt)
Hermel (arabisch الهرمل, DMG al-Harmal) ist die Hauptstadt des Distrikt Hermel im Gouvernement Baalbek-Hermel. In Hermel befindet sich ein Erste-Hilfe-Zentrum des Libanesischen Roten Kreuzes. Die Einwohner von Hermel sind überwiegend schiitische Muslime. Es gibt eine antike Pyramide, die als Kamouh el Hermel (Pyramide oder Nadel von Hermel) bekannt ist und etwa 6 Kilometer südlich der Stadt liegt. Die Einwohnerzahl wird für 2017 auf ca. 40.000 geschätzt.

## Sehenswürdigkeiten
Die Pyramide von Hermel, 4 km südöstlich von Hermel gelegen, ist ein Obelisk mit quadratischer Grundfläche, hat eine Höhe von 27 Metern, befindet sich auf einem Hügel, der aus mehreren Kilometern Entfernung sichtbar ist, drei seiner Seiten sind mit Jagdszenen geschnitzt und es wird angenommen, dass es sich um das Grab eines syrischen Prinzen aus dem ersten oder zweiten Jahrhundert v. Chr. handelt.
Das Kloster Maroun liegt ca. 5 km südlich von Hermel auf einer felsigen Landzunge am Fluss Orontes. Es ist ein dreistöckiges Gebäude, das von den Nachfolgern des Heiligen Maroun, dem Gründer der maronitischen Kirche im 5. Jahrhundert, als vorübergehende Unterkunft genutzt wurde.